# Fairview Heights (Illinois)
Fairview Heights ist eine Stadt (mit dem Status „City“) im St. Clair County im US-amerikanischen Bundesstaat Illinois. Im Jahr 2020 hatte Fairview Heights 16.706 Einwohner.
Die Stadt liegt im Metro-East genannten östlichen Teil der Metropolregion Greater St. Louis um die Stadt St. Louis im benachbarten Missouri.

## Geographie
Laut dem United States Census Bureau besitzt die Ortschaft eine Fläche von 29,0 km², wovon 0,2 km² Wasser ist und der Rest 28,8 km² Ländereien sind. Fairview Heights liegt östlich von St. Louis und erstreckt sich entlang des Lincoln Trail.

## Demografische Daten
Nach der Volkszählung im Jahr 2010 lebten in Fairview Heights 17.078 Menschen in 7353 Haushalten. Die Bevölkerungsdichte betrug 588,9 Einwohner pro Quadratkilometer. In den 7353 Haushalten lebten statistisch je 2,32 Personen.
Ethnisch betrachtet setzte sich die Bevölkerung zusammen aus 66,7 Prozent Weißen, 26,6 Prozent Afroamerikanern, 0,3 Prozent amerikanischen Ureinwohnern, 2,7 Prozent Asiaten sowie 1,0 Prozent aus anderen ethnischen Gruppen; 2,6 Prozent stammten von zwei oder mehr Ethnien ab. Unabhängig von der ethnischen Zugehörigkeit waren 3,0 Prozent der Bevölkerung spanischer oder lateinamerikanischer Abstammung.
21,0 Prozent der Bevölkerung waren unter 18 Jahre alt, 64,6 Prozent waren zwischen 18 und 64 und 14,4 Prozent waren 65 Jahre oder älter. 51,0 Prozent der Bevölkerung war weiblich.
Das mittlere jährliche Einkommen eines Haushalts lag bei 63.061 USD. Das Pro-Kopf-Einkommen betrug 28.567 USD. 8,2 Prozent der Einwohner lebten unterhalb der Armutsgrenze.